# Военные энциклопедии

Советская военная энциклопедия (1976—1980 годов)

Военные энциклопедии — категория научных изданий справочного характера, которые содержат организованный и сведённый в единую систему свод военных знаний, а также — сведений из других наук, имеющих важное значение для военного дела.

## История
Специфика военного дела находила своё отражение в научно-энциклопедических трудах ещё во времена Древнего мира и Средневековья. Как правило, это были отдельные разделы, главы и параграфы в универсальных энциклопедиях, однако в XVI—XVII веках с развитием теории и практики военного искусства начали издаваться специальные словари — лексиконы. Одними из первых считаются компилятивные сборники британского автора Джона Поулмона «Все знаменитые сражения, происходившие в наш век во всём мире, как на море, так и на суше» (1587) и «Вторая часть книги сражений, происходивших в наш век», а также и французский трёхтомник Жоржа Гийё де Сен-Жоржа «Знания военного человека, или Словарь дворянина» (1670). В XVII—XVIII веках многотомные военно-энциклопедические работы, близкие по форме и структуре к энциклопедическим словарям, публиковались в Италии, Германии и других западно-европейских государствах.
В Российской империи энциклопедические работы на военную тематику появились в начале XVIII века:
- «Истинный способ укрепления городов…» В. И. Суворова (1724);
- «Словарь морской…» Н. Г. Курганова (1774);
- «Словарь терминов, в фортификации употребляемых, разъяснённых и расположенных по алфафиту» Д. С. Аничкова (1787);
- «Военный мореплаватель или собрание разных на войне употребляемых судов» Н. П. Озанна (1788);
- «Сокращённый словарь терминов, до науки военного употребления касающихся» Е. Д. Войтяховского (1790) и др.

Первыми в XIX веке работы в этой области стали:
- «Словарь математических и военных наук…» Д. И. Вельяшева-Волынцова (1808);
- двухтомный «Военный словарь, заключающий наименования или термины, в Российском сухопутном войске употребляемые, с показанием рода науки, к которому принадлежат, из какого языка взяты, как могут быть переведены на российский, какое оных употребление и к чему служат» С. А. Тучкова (1818);
- «Морской словарь, содержащий объяснение всех названий, употребляемых в морском искусстве…» А. С. Шишкова (1832—1840).

Со второй половины 1830-х годов началась работа над созданием полной российской военной энциклопедии; она завершилась изданием «Военного энциклопедического лексикона» в 1837—1852 годах под редакцией генерал-лейтенанта Л. И. Зедделера в 14 томах с «Прибавлением». В 1852—1858 годах было опубликовано второе издание «Лексикона» под редакцией М. И. Богдановича.
Во второй половине XIX века быстрое совершенствование вооружения и военной техники привело к переменам во всех областях военного дела, что обусловило необходимость в создании обновлённой военной энциклопедии, которая бы содержала современные сведения в обобщённом и систематизированном виде. Таким трудом стала опубликованная в 1883—1897 годах под руководством генерала от инфантерии Г. А. Леера восьмитомная «Энциклопедия военных и морских наук», которая содержала около 12,5 тысяч статей, посвящённых непосредственно военной теме. Дополнительные термины из смежных научных областей попадали на страницы этой энциклопедии, только если они были необходимы для раскрытия военных понятий.
В начале XX века по инициативе книгоиздателя И. Д. Сытина началась подготовка к изданию новой энциклопедии и для этого были даже привлечены лучшие военные авторитеты Российской Империи под председательством генерала К. И. Величко. Всего планировалось издать 23 тома в 46 полутомах, однако разразившаяся Первая мировая война помешала осуществить первоначальный замысел: за период с 1911 по 1915 годы было издано 18 томов в 36 полутомах.
В начале 1930-х годов в СССР приступили к работе над изданием новой военной энциклопедии, которая первоначально задумывалась как двенадцатитомник. Однако в 1932—1933 годах вышли в свет всего два тома Советской военной энциклопедии. После них всякая активность над продолжением этого издания была свёрнута из-за нехватки высококвалифицированных учёных-энциклопедистов и участившихся кадровых перестановок в РККА, которые в дальнейшем переросли в репрессии. В 1959 году в двух томах издан «Морской словарь», содержавший около 12 тыс. военно-морских и морских терминов.
Изменения второй половины XX века в военном деле показали необходимость в создании нового универсального военно-энциклопедического справочника и выдвинули к нему целый ряд новых требований. Как следствие, в 1976—1980 годах появилась восьмитомная Советская военная энциклопедия, которая содержала около 11 тысяч статей, 8 тысяч географических и военно-исторических карт и более 4 тысяч иллюстраций. Её тираж составил 106 тысяч экземпляров, при этом многие её разделы переводились и переиздавались за рубежом. Второе издание Советской военной энциклопедии было начато в 1987 году, однако из-за смены политической обстановки в стране прекращено в 1990 году после публикации первого тома.
Помимо универсальной Советской военной энциклопедии, в СССР выходили и однотомные справочные издания, посвящённые определяющим военно-историческим вехам и отдельным видам вооружений и техники, например:
- «Гражданская война и военная интервенция в СССР. Энциклопедия» (1983, переиздана в 1987),
- «Великая Отечественная война 1941—1945. Энциклопедия» (1985) и др.

Среди зарубежных энциклопедических изданий, специализирующихся на военной тематике выделяются:
- «Энциклопедия Второй мировой войны» (Лондон, 1978),
- «Настольный словарь общей военной науки» Б. Поттена в 9 томах (Лейпциг, 1877—1880),
- «Справочник по сухопутной армии и флоту. Энциклопедия военных наук и родственных отраслей знаний» под редакцией Г. фон Альтена и Г. фон Альберта (тома 1—6, 9, 9а, Берлин, 1909—1914),
- «Всеобщая морская энциклопедия» под редакцией Х. М. Мартинес-Идальго в 6 томах (Мадрид — Барселона, 1957—1958),
- «Военная энциклопедия» в 6 томах (Милан, 1927—1933),
- «Военная энциклопедия» в 13 томах (Варшава, 1930—1936),
- «Малая военная энциклопедия» в 3 томах (Варшава, 1967—1971),
- «Военная энциклопедия» Э. С. Ферроу в 3 томах (Нью-Йорк, 1895),
- «Энциклопедия по военной истории» (Нью-Йорк, 1970),
- «Энциклопедия Второй мировой войны» (Нью-Йорк, Сан-Франциско 1977),
- «Словарь сухопутных войск…» Э. А. Бардена в 17 томах (Париж, 1841—1851)
- «Французская военная энциклопедия» в 8 томах (Париж, 1936).

Возникновение Вооружённых Сил Российской Федерации на новой государственной и правовой базе обусловила создание новой российской энциклопедии, которая бы аккумулировала и систематизировала большую часть наиболее ценной военной и военно-технической информации. Для этого в 1992 году под руководством министра обороны Российской Федерации началась работа над восьмитомной Военной энциклопедией. Энциклопедия была выпущена тиражом 10 тысяч экземпляров в военном издательстве Министерства обороны Российской Федерации, первый том был издан в 1994 году, последний восьмой том — в 2004 году. Всего в энциклопедии содержится около 11 тысяч статей, которые охватывают вопросы строительства и функционирования всех силовых структур Российской Федерации, освещают военную историю России и других стран.